# Evangelische Kirche Wittelsberg

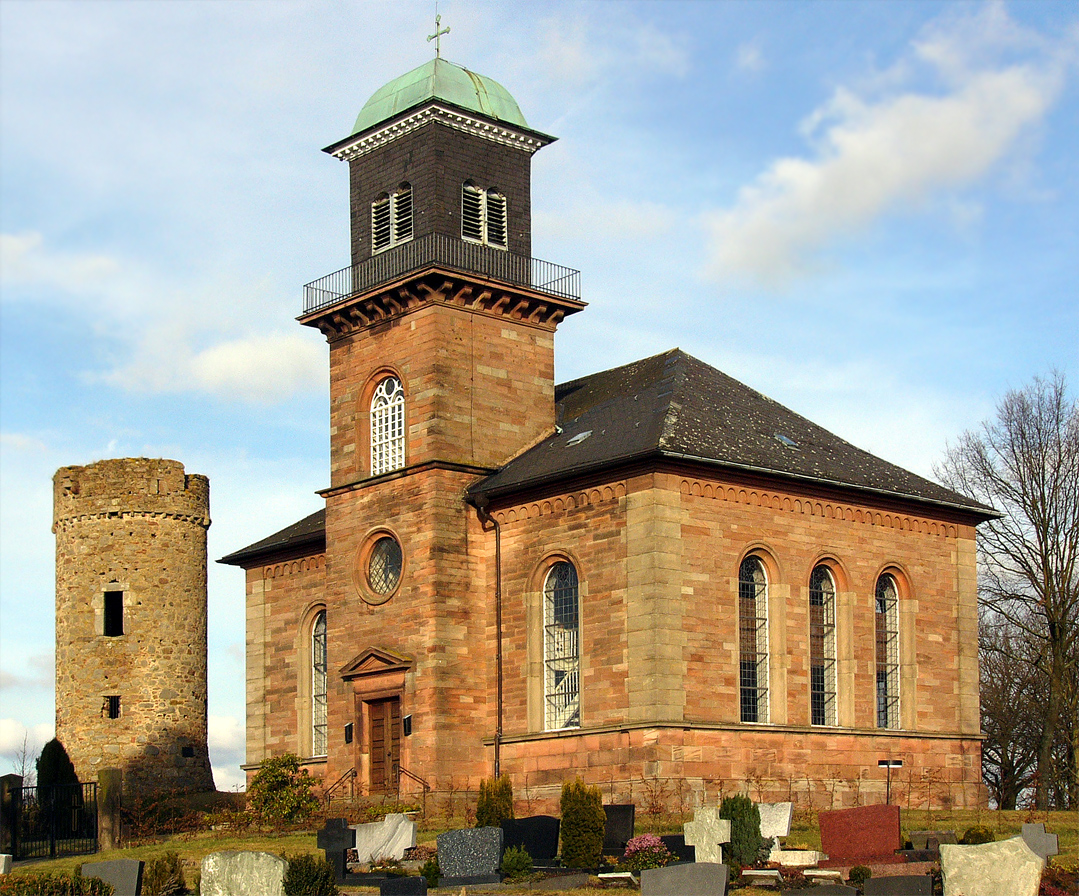
Evangelische Kirche Wittelsberg

Die Evangelische Kirche Wittelsberg ist ein denkmalgeschütztes Kirchengebäude, das in Wittelsberg steht, einem Ortsteil der Gemeinde Ebsdorfergrund im Landkreis Marburg-Biedenkopf in Hessen. Sie gehört zur Kirchengemeinde Wittelsberg-Moischt im Kooperationsraum Ebsdorfer Grund im Kirchenkreis Marburg im Sprengel Marburg der Evangelischen Kirche von Kurhessen-Waldeck.

## Beschreibung
Die Saalkirche im Rundbogenstil wurde 1844 aus Quadermauerwerk erbaut. Das mit einem Walmdach bedeckte Kirchenschiff ist quer ausgerichtet. Unter der Dachtraufe befindet sich ein Bogenfries. Der Kirchturm ist auf der westlichen Langseite des Kirchenschiffs halb eingestellt. Auf der östlichen Seite ist ein Anbau für die Sakristei. Das Portal ist mit einem Tympanon bedeckt. Über dem Portal befindet sich ein Ochsenauge. Das oberste Geschoss des Turms ist oberhalb einer Aussichtsplattform verschiefert. 
Der Innenraum hat Emporen an drei Seiten. Die Orgel mit fünf Registern, einem Manual und einem Pedal wurde 1968 von Gerald Woehl gebaut.